# هاواس
هاواس (انگلیسی: Havas) شرکت تبلیغاتی فرانسوی است، که در زمینه ارائه خدمات روابط عمومی، تبلیغات، مدیریت منابع انسانی، بازاریابی، خدمات رسانه‌ای و خبرگزاری فعالیت می‌نماید.
شرکت هاواس در سال ۱۹۶۸ توسط آلن دو پوزیلهاک و ژاک هریل تأسیس شد. دفتر مرکزی این شرکت در شهر پاریس قرار دارد و بخشی از سهام آن در بازار بورس یورونکست معامله می‌شود. اکثریت سهام شرکت هاواس متعلق به گروه ویوندی می‌باشد.